# Osiedle Letnie (Stargard)
Osiedle Letnie – osiedle Stargardu, założone w 1985, położone w zachodniej części miasta. Osiedle w większości składa się z budynków czteropiętrowych oraz wieżowców zbudowanych w latach 80. XX wieku z wielkiej płyty. W latach 1998 – 2002 wybudowano cztery nowe, trzypiętrowe budynki. Na osiedlu znajduje się urząd Poczty Polskiej, Stargard Szczeciński 6, filia Książnicy Stargardzkiej, oraz przedszkole. W pobliżu osiedla znajduje się cmentarz. Na południowy zachód od osiedla przebiega południowa obwodnica miasta. 
W skład osiedla wchodzą ulice:
- Pogodna
- Przedwiośnie
- Lechicka (część)
- Jesienna
- Aleja Gryfa (część)